# Space Oddity
„Space Oddity“ je píseň anglického hudebníka Davida Bowieho. Poprvé vyšla dne 11. července 1969 jako první singl z alba David Bowie (album samotné v roce 1972 vyšlo v reedici pod názvem Space Oddity). Píseň se zabývá tématem fiktivního astronauta Majora Toma, který se objevil i v jeho dalších písních (Ashes to Ashes, Hallo Spaceboy a ve videoklipu k písni Blackstar). Velšský hudebník a skladatel John Cale představil píseň ve vlastním aranžmá při poctě Bowiemu na BBC Proms dne 29. července 2016. Německá kapela Helloween vydala coververzi písně na svém albu Metal Jukebox.
V roce 2013 kanadský astronaut Christopher Hadfield nahrál coververzi písně na palubě vesmírné stanice ISS.